# Жерносек, Василий Степанович
Василий Степанович Жерносек — советский и белорусский художник-пейзажист, представитель наивного искусства. Участник Великой Отечественной войны.

## Биография
Родился в деревне Ситники Лепельского района Витебской области Белоруссии. В Великую Отечественную войну лишился глаза и руки, оглох на одно ухо, что не помешало писать картины.
Основное направление творчества — пейзажи. Известен в Лепельском районе. Работы Жерносека Василия Степановича находятся в Лепельском Центре ремёсел, Лепельском краеведческом музее, Витебском областном краеведческом музее, Витебском областном научно-методическом центре, Национальном историческом музее Республики Беларусь, Национальном художественном музее, Гродненском музее истории, религии и атеизма, Третьяковской галерее, а также частных коллекциях в Беларуси и за рубежом.

## Участие в выставках и награды
- Участник I областной и всех IV Национальных выставок искусства Insita (1992, 1994, 2000, 2008, 2012 годов — с 2000 года посмертно).
- Серебряная медаль ВДНХ[4]